# Паризький політехнічний інститут
Паризький політехнічний інститут (Institut polytechnique de Paris) — французький державний університет, заснований 2019 року. Розташований у місті Палезо та околицях.
В університеті навчається близько 9000 студентів.